# 345. Infanterie-Division (Wehrmacht)
Die 345. Infanterie-Division (mot.) war eine nur kurzzeitig bestehende motorisierte Infanteriedivision im Zweiten Weltkrieg.

## Divisionsgeschichte
Die Division wurde ab dem 24. November 1942 auf dem Truppenübungsplatz Wildflecken im Wehrkreis IX aufgestellt. Die Personalgestellung erfolgte durch die Wehrkreise V, VI, IX und XII. Zur weiteren Aufstellung verlegte die 345. Infanterie-Division (mot.) im Januar 1943 zum Oberbefehlshaber West nach Frankreich. Mit Befehl vom 11. Februar 1943 wurde sie dann zur Wiederaufstellung der 29. Infanterie-Division (mot.) verwendet, die kurz zuvor mit der 6. Armee in Stalingrad untergegangen war. Am 1. März 1943 erfolgte die Umbenennung in 29. Infanterie-Division (mot.). Alle Regimenter und Divisionseinheiten übernahmen die Nummern ihrer dortigen Vorgänger. Am 23. Juni 1943 erfolgte die Neubezeichnung als 29. Panzergrenadier-Division und vom Juli 1943 bis Mai 1945 der Kampfeinsatz, ausschließlich in Italien.

## Gliederung
- Grenadierregiment (mot.) 148
- Panzergrenadierregiment 152 (beide je 3 Bataillone)
- Artillerieregiment 345 (nur 2 Abteilungen)
- Panzerabteilung 345
- Kradschützenbataillon 345
- Pionierbataillon 345
- Nachrichtenabteilung 345 und Versorgungseinheiten 345.